# تازماينيان ديفل
تازماينيان ديفل أو الشيطان التسمانيّ (بالإنجليزية: Tasmanian Devil)‏ ويختصر إلى تاز، هو شخصية رسوم متحركة في لووني تونز من وارنر براذرز، ظهرت الشخصية في خمسة أفلام قبل إغلاق استوديو وارنر براذرز كارتونز في 1964، لكنها حصدت شهرة واسعة في برامج التسعينات.

## ابتكار الشخصية
استند روبرت مككمسون في شخصيته الجديدة على حيوان شيطان تسمانيا، ويتشابه تاز مع الحيوان في السلوك العدواني رغم عدم تشابه المظهر كثيرا، كما يوجد على رأسه قرنين ليشابه التصور السائد عن الشيطان، ويقوم بإعصار عندما يتنقل مصدرا أصوات محركات. يبدو تاز جائعا على الدوام ليلتهم أي شيء أمامه وهذا الأمر هو محور القصص في أفلامه.
ظهر تاز لأول مرة في ديفل مي هاير (1954) وفيه يتصيد باغز باني، لكن باغز دائما ما كان يتخلص منه بأي طريقة متاحة، عندما يتحدث تاز فإنه لا يكمل العبارة تماما بل غالبا ما يكون كلامه عبارة عن مجرد أصوات غريبة لا تعني شيئا، صوت تاز كان من تمثيل ميل بلانك.
بعد أن عرض الفيلم، قام المنتج إيدي سيلزر رئيس قسم الرسوم المتحركة بإيقاف تاز نظرا «لكونه بغيضا جدا»، وبعد توقفه لفترة تساءل جاك وارنر عما حصل، ليأمر بإعادته بعد أن أخبر سيلزر أنه تلقى «صناديق كثيرة من الرسائل» المعجبة بالشخصية.

## العروض التالية
عاد مككمسون لإخراج أربعة أفلام أخرى لتازماينيان ديفل، بداية مع بيديفلد رابيت (1957) حيث يتنكر باغز بزي أنثى شيطان تازماينيا لتسلمه كمية من المتفجرات إليه.
ربط مكممسون تاز مع دافي داك في داكينغ ذا ديفل (1957)، ليعيده مرة أخرى مع باغز في بيل أوف هاير (1962)، ويختتم أعماله مع دكتور ديفل آند مستر هاير (1964). آخر ظهور لتاز مع فريق العمل الأصلي من مخرجون وكتاب وممثلون كان في باغز بانيز لووني كريستماس تايلز.

## السنوات اللاحقة
بعد إغلاق استوديو الرسوم المتحركة في 1964، استمرت شهرة تاز بين الجماهير عبر بث أفلام لووني تونز على التلفزيون، كما تم إنتاج برامج تلفزيونية في السنوات المتأخرة يظهر فيها تاز، كما في تايني توون أدفنشرز حيث ظهرت شخصية ديزي ديفل المبنية على شخصية تاز.
حصل تاز على برنامجه الخاص تاز-ماينيا الذي استمر لثلاث مواسم على قناة فوكس، كما أشرك في الأفلام المبنية على لووني تونز مثل سبيس جام ولووني تونز: باك إن أكشن.

## روابط خارجية
- تازماينيان ديفل على موقع ميوزك برينز (الإنجليزية)
- تازماينيان ديفل على موقع ديسكوغز (الإنجليزية)